# Бабаджанов, Юлдаш Бабаджанович
Юлдаш Бабаджанович Бабаджанов (1906 — 1972) — народный комиссар внутренних дел Узбекской ССР, генерал-майор.

## Биография
Родился в узбекской семье, из батраков. В 1916—1925 годах — батрак у баев в кишлаке Гурлен. В 1925—1926 годах — крестьянин в своём хозяйстве в родном кишлаке. Член Компартии с 1926 года. В 1926—1927 годах — младший милиционер конного отряда в Гурлене. В 1927—1928 годах — заведующий ЗАГС Гурленского райисполкома. Окончил 6-месячные партийные курсы в 1927—1928 годах и 2-месячные Курсы партактива при ЦК КП(б) Узбекистана в 1929 годах. В 1928—1929 годах — 1-й секретарь Гурленского райкома ЛКСМ. В 1929—1930 годах — заведующий агитационно-пропагандистским отделом Ургенчского окружкома ЛКСМ. В 1930 году — 1-й секретарь РК ВКП(б) города Ханки. В 1931—1932 годах — 1-й секретарь Кара-Дарьинского РК ВКП(б). С ноября 1932 до марта 1934 годах — 1-й секретарь Кураминского РК ВКП(б). Решением ЦК КП(б) Узбекской ССР от 17 марта 1934 года снят с должности «за необеспечение руководства и разложение», с передачей партийного дела в Партколлегию КК. Директор Центральной партшколы ЦК КП(б)У в городе Ташкент в 1934—1935 годах. Слушатель УзбИМЭЛ (1935—1937). 1-й секретарь Аккурганского РК ВКП(б) Ташкентской области (1937—1938). Нарком торговли УзбССР (1938—1939).
Начальник Управления НКВД по Ферганской области (1939—1940). Заместитель наркома внутренних дел (1940—1941), затем (в 1941 году) нарком ВД. С 1941 до 1945 года — снова заместитель, в 1945—1953 годах — нарком ВД, с 1953 до 1954 года — заместитель министра, с 1954 до 1957 — министр ВД УзбССР. Уволен 30.04.57 по болезни; зачислен вновь с 09.01.58; начальник штаба и заместитель начальника МП ВО г. Ташкента МВД УзССР (1957 — 18.08.59); уволен 18.08.59 по служебному несоответствию с ограничением в пенсионном обеспечении. Депутат ВС СССР 2-го созыва.
Воинские звания
- Старший лейтенант государственной безопасности (23.08.1939)
- Капитан государственной безопасности (11.01.1941)
- Майор государственной безопасности (04.01.1942)
- Комиссар государственной безопасности (14.02.1943)
- Генерал-майор (09.07.1945)

## Награды
- орден Красного Знамени (20.09.1943)
- орден Трудового Красного Знамени (23.12.1939)
- четыре ордена Красной звезды (31.07.1944,  23.01.1946, 06.02.1947, 25.06.1954)
- орден «Знак Почёта»
- Медали в том числе:
  - «За боевые заслуги» (1944)
  - «За Победу над Германией в Великой Отечественной войне 1941—1945 гг.» (1945)
  - «За доблестный труд в Великой Отечественной войне 1941—1945 гг.» (1945)

Почетные звания
- «Заслуженный работник НКВД» (04.02.1942)